# David Ragan
David Lee Ragan, född 24 december 1985 i Unadilla i Georgia, är en amerikansk racerförare. 
Ragan kör för närvarande full tid i Nascar Cup Series för Front Row Motorsports i en Ford Mustang (bil#38).

## Racingkarriär
Ragan började sin Nascar-karriär i Nascar Nationwide Series, där han 2007 slog igenom med en femteplats i serien. Samma år körde han sin första hela säsong i huvudserien Nextel Cup, och blev där 21:a för Roush Fenway Racing. Han gjorde sin bästa säsong dittills i karriären under 2008, då han slutade på trettonde plats efter två pallplatser. Samma säsong blev han även fyra i Nationwideserien, trots bara en pallplats under hela säsongen. Ragan fick sedan en mardrömsstart på 2009 års säsong i Sprint Cup, då han låg utanför de 30 första efter den första tredjedelen av säsongen.

## Team

### Nascar Cup Series
- 2006–2011 Roush Fenway Racing
- 2006 No Fear Racing
- 2012–2015 Front Row Motorsports
- 2015 Joe Gibbs Racing
- 2015 Michael Waltrip Racing
- 2016 BK Racing
- 2017 Front Row Motorsports[1]

### Nascar Xfinity Series
- 2004 Sadler Brothers Racing
- 2005 Day Enterprises
- 2006–2011 Roush Racing
- 2011 Randy Hill Racing
- 2012 GC Motorsports International
- 2014 Biagi-DenBeste Racing
- 2015–2016 Joe Gibbs Racing

### Nascar Gander Outdoors Truck Series
- 2004 Fiddleback Racing
- 2006 Roush Racing